# 박용철 (1943년)
박용철(朴容徹, 1943년 4월 29일, 전라남도 영광군 ~ )은 대한민국의 전직 기업인, 제1·2·3대 광주광주시 북구의원이다.

## 학력
- 광주대학교 경상대학원 졸업
- 광주대학교 경영대학원 경영학 석사 졸업

## 경력
- 갱생보호위원회 광주광역시 북구 협의회장
- ㈜천일버스 전무이사 역임
- ㈜오성건설 대표이사
- 화성상호신용금고 부사장
- 법무부 갱생보호위원회 북구협의회 회장
- 광주비엔날레 민간협의회 회장
- 아시아·태평양 평화재단 중앙위원
- 민주당 광주시당 북구 을 지구당 당기위원
- 새정치국민회의 광주시당 북구 을 지구당 부위원장
- 죽현실업 회장
- 광주광역시 북구의회 총무위원회 위원장
- 1991.11 ~ 1995.06 제1대 광주직할시 북구의회 의원
- 1991.11 ~ 1993.07 제1대 광주직할시 북구의회 전반기 사회산업위원회 위원
- 1991.11 ~ 1993.07 제1대 광주직할시 북구의회 전반기 예산결산특별위원회 위원
- 1993.07 ~ 1994.04 제1대 광주직할시 북구의회 후반기 사회산업위원회 위원
- 1994.04 ~ 1995.06 제1대 광주직할시 북구의회 후반기 총무위원회 위원장
- 1993.07 ~ 1995.06 제1대 광주직할시 북구의회 후반기 예산결산특별위원회 위원
- 1995.07 ~ 1998.06 제2대 광주광역시 북구의회 의원
- 1995.07 ~ 1996.12 제2대 광주광역시 북구의회 전반기 의장
- 1997.01 ~ 1998.06 제2대 광주광역시 북구의회 후반기 기획보건위원회 위원
- 1997.01 ~ 1998.06 제2대 광주광역시 북구의회 후반기 예산결산특별위원회 위원
- 1998.07 ~ 1999.12 제3대 광주광역시 북구의회 의원
- 1998.07 ~ 1999.12 제3대 광주광역시 북구의회 전반기 운영총무위원회 위원

## 역대 선거 결과
|  | 52.8% |

|  | 72.13% |

|  | 49.17% |